# Ливен, Анатоль
Питер Пол Анатоль Ливен (англ. Peter Paul Anatol Lieven; 28 июня 1960, Лондон) — британский политолог, писатель, журналист, историк.
Профессор Кембриджского университета. Ведущий научный сотрудник Института ответственного государственного управления Куинси в Вашингтоне (Quincy Institute).

## Биография
Родился 28 июня 1960 года в Лондоне. Из рода Ливен, младший сын светлейшего князя Александра Павловича Ливена (1919—1988) и его первой жены Вероники Эйлин Мэри (урождённой Монахан) (1917—1979). Младший брат Доминика Ливена. Братом его деда был видный деятель Белого движения А. П. Ливен.
В 1972—1978 годах обучался в City of London School. В 1982 году получил степень бакалавра истории в Кембриджском университете (Джизус-колледж). Он также учился в Университете штата Трой, штат Алабама, и Университете Джавахарлала Неру в Дели.
В 1986 году начал работать внештатным журналистом в Индии, а в 1987 году присоединился к радио BBC External Services Radio (Asian Service) в качестве продюсера и автора. Затем, до 1990 года он был корреспондентом британской газеты The Times в Пакистане и Афганистане, где освещал заключительный этап советской военной операции в Афганистане и начало гражданских войн в этой стране, а также выборы и раннее начало правления Беназир Бхутто в Пакистане.
Осенью и зимой 1989 года он писал о революциях в Чехословакии и Румынии для The Times. Он также сообщил о войнах в Нагорном Карабахе, Грузии и Таджикистане.
С 1990 по 1996 год Анатоль Ливен был корреспондентом The Times в бывшем Советском Союзе, причём в 1990—1992 годах он базировался в Прибалтике, затем переехал в Москву.
В 1996—1997 годах был приглашенным старшим научным сотрудником Института мира США в Вашингтоне, округ Колумбия.
Был старшим редактором отдела стратегических комментариев и экспертом по бывшему Советскому Союзу, а также по аспектам современной войны в Международном институте стратегических исследований (IISS) в Лондоне.
Сотрудник организации New America Foundation, изучающей вопросы американской политики и борьбы с терроризмом. В 2000—2005 годах — сотрудник фонда Карнеги, где был старшим сотрудником отдела внешней политики и политики безопасности Центра «Россия и Евразия».

## Авторские труды
В середине 1980-х годов Ливен работал журналистом в The Times, освещая Пакистан и Афганистан, а также освещая Индию в качестве фрилансера. Во второй половине 1989 года он освещал революции в Чехословакии и Румынии для «The Times». В 1990 году он работал в лондонской газете «The Times», освещая события в бывшем СССР, а также Чеченскую войну (1994—1996). В 1996 году Ливен стал приглашённым старшим научным сотрудником Американского института мира до 1997 года. В 1998 году он редактировал стратегические комментарии в Международном институте стратегических исследований в Лондоне, а также работал на восточные службы Би-би-си. Статьи Ливена публикуются в изданиях International Herald Tribune, Los Angeles Times, The National Interest, The Christian Science Monitor, Prospect, The Nation. Ряд выступлений Ливена посвящён критике современных российских либералов с позиций «морального реализма».
В 1993 году опубликовал книгу о возрождении прибалтийских государств, «Балтийская революция: Эстония, Латвия, Литва и путь к независимости» (1993), которая была отмечена The New York Times как самая заметная книга года, награждена Оруэловской премией за политическую литературу в 1994 году и получила премию губернатора прессы Йельского университета в 1995 году. В мае 1998 года в издательстве Йельского университета вышла его книга «Чечня: надгробие российской власти» была опубликована, которая представляла собой исследование упадка российского государства, рассматриваемого через призму поражения в Первой чеченской войне, а содержала попытку сделать первое антропологическое описание чеченского народа и его традиций на английском языке. В основу книги легли материалы, написанный Ливеном в 1994—1996 годов в качестве корреспондента газеты «The Times». Третья книга, «Украина и Россия: братские соперники», была опубликована в июне 1999 года Институтом мира Соединенных Штатов.
Его работа в США послужила материалом для двух следующих книг: «Правильная или неправильная Америка: Анатомия американского национализма» (2004) и «Этический реализм: видение роли Америки в мире» (2006, в соавторстве с Джоном Халсмэном). В первой книге Ливен размышлял о том, что внешняя политика США после 11 сентября была сформирована особым характером нашего национализма. В рамках этого национализма Ливен анализирует две очень разные традиции. Первая — это «американский тезис», гражданский национализм, основанный на демократических ценностях того, что было названо «американским кредо». Эти ценности считаются универсальными, и любой человек может стать американцем, приняв их. Другая традиция, «американская антитеза» — «это популистский и часто шовинистический национализм, который склонен рассматривать Америку как закрытую национальную культуру и цивилизацию, которым угрожает враждебный и варварский внешний мир». Ливен исследует, как эти два противоположных импульса проявились в ответах США на террористические атаки 11 сентября и в характере американской поддержки Израиля. В аннотации ко второй книге было сказано: «Америка сегодня сталкивается с миром более сложным, чем когда-либо прежде, но обе политические партии не смогли представить себе внешнюю политику, направленную на устранение наших самых больших угроз. <…> Внешнеполитическая стратегия администрации Буша обанкротилась, но демократы не предлагают никаких реальных альтернатив. Этический реализм представляет собой такую альтернативу, включающую как новую философскую основу, так и последовательный набор подробных, практических и смелых политических рекомендаций».
В 2011 году вышла его книга «Пакистан: Трудная страна». Панкадж Мишра отмечал в рецензии для The Guardian «Ливен более чем осведомлён о многих проблемах, с которыми сталкивается Пакистан; фактически, он добавляет изменение климата к устрашающему списку, и он обеспокоен тем, что Пакистан действительно может развалиться, если Соединенные Штаты продолжат свою незаконную войну в регионе, тем самым рискуя катастрофическим мятежом в Вооружённых силах, самом эффективном институте страны. Но Ливена больше интересует, почему Пакистан также „во многих отношениях удивительно неуступчив и устойчив как государство и общество“ и как эта страна, подобно Индии, десятилетиями издевалась над похоронками в её адрес, которые навязчиво писались Западом. <…> Ливен, репортер газеты „Таймс“ в Пакистане в конце 1980-х годов, дополнил свой ранний опыт работы в этой стране обширными недавними поездками, в том числе в деревню сторонников Талибана на северо-западной границе, и беседами с впечатляющими представителями пакистанского населения: фермерами, бизнесменами, землевладельцами, шпионами, судьями, священнослужителями, политиками, солдатами и джихадистами. <…> Подходя к своему предмету как опытный антрополог, Ливен пишет, что Пакистан, хотя номинально является современным национальным государством, всё ещё в значительной степени управляется „традициями преобладающей лояльности семье, клану и религии“. В Пакистане едва ли найдётся институт, который был бы невосприимчив к „правилам поведения, которые предписывает эта лояльность“. <…> Книга Ливена освежающе свободна от снисходительности, которую многие западные писатели, привыкшие видеть в своих собственных обществах апогеи цивилизации, несомые в азиатские страны, оцениваемые исключительно с точки зрения того, насколько они приблизились к западным политическим и экономическим институтам и практикам. <…> „Современная демократия, — указывает он, — это совсем недавнее западное новшество. В прошлом европейские общества были во многих отношениях близки к сегодняшнему Пакистану — и действительно, современная Европа породила гораздо более ужасные зверства, чем все, что было достигнуто исламом или Южной Азией до сих пор.“».
В 2020 году вышла его книга «Изменение климата и национальное государство. Дело реалиста». Как написал Ливен, миллиарды тратятся на борьбу с терроризмом или беспокойство по поводу новой холодной войны с Россией, когда изменение климата должно рассматриваться как «экзистенциальная угроза всем основным угрозам». В книге утверждается, что с учётом неотложности проблемы изменения климата, страны, а не наднациональные объединения лучше всего подходят для руководства действиями. Как и любой риск для государства, это требует реальных согласованных действий: «Необходимо переосмыслить борьбу с изменением климата в националистических терминах: защита национальных государств, их интересов и их будущего выживания». Ливен пишет, что в то время как некоторые страны могут думать, что они в основном невосприимчивы к изменению климата и вольны игнорировать его — Россия является ведущим примером, — они забыли, как изменение климата повлияет на их соседей. Ливен отмечает, что миграция станет самой большой проблемой для России и многих других государств. Национализм по мнению Ливена может быть самой полезной силой против изменения климата, отмечая при этом, что любой ценой избегать «этнического национализма» и вместо этого строить «гражданский национализм».

## Книги
- The Baltic Revolution: Estonia, Latvia, Lithuania and the Path to Independence (1993)
- Chechnya: Tombstone of Russian Power (1998)
- Ukraine and Russia: Fraternal Rivalry (1999)
- America Right or Wrong: An Anatomy of American Nationalism (2004)
- Ethical Realism: A Vision for America’s Role in the World (2006, в соавторстве с Джоном Халсмэном)
- Pakistan: A Hard Country (2011)
- Pakistan: A Hard Country (2011); as a Penguin pocketbook (2012)
- Climate Change and the Nation State (2020)

### Статьи
- Against Russophobia (недоступная ссылка)
- To Russia with Realism
- Почему следует бояться победы Маккейна
- Российские либералы в лимузинах («The National Interest», США)

### Интервью
- Россия очень недовольна
- Чего хочет Америка